# Филип III (Фалкенщайн)
Вижте пояснителната страница за други личности с името Филип III.
Филип III фон Фалкенщайн-Мюнценберг (на немски: Philipp III von Falkenstein-Münzenberg; * ок. 1257; † 9 февруари 1322) е благородник от фамилията Фалкенщайн (линията Лих), господар на замъка „Фалкенщайн“ в Пфалц, господар на Мюнценберг и Лих.
Той е син на Вернер I фон Фалкенщайн (* ок. 1234/1237; † 1298/1300), господар на Мюнценберг и Фалкенщайн, който основава „линията Лих“, и съпругата му Матилда фон Диц (* ок. 1238; † 3 декември 1288), дъщеря на граф Герхард II фон Диц и Агнес фон Сарверден. Внук е на Филип I фон Боланден и Фалкенщайн († 1271) и Изенгард фон Мюнценберг († сл. 1270), дъщеря наследничка на Улрих I фон Мюнценберг († 1240) и Аделхайд фон Цигенхайн († 1226).
Филип строи голям воден замък до Лих. Той служи на римско-немския крал Албрехт I, който на 10 март 1300 г. дава на Лих статут на град.

## Фамилия
Филип III се жени пр. 13 март 1287 г. за Мехтилд/Матилда фон Епенщайн (* ок. 1269, † пр. 1303), дъщеря на Готфрид III (IV) фон Епенщайн († 1293/1294) и първата му съпруга Мехтилд фон Изенбург-Браунсберг († ок. 1280), дъщеря на граф Бруно II фон Изенбург-Браунсберг († 1255). Те имат децата:
- Елизабет († 1 септември 1328), омъжена за рауграф Хайнрих III фон Нойенбаумбург († 1344)
- Вернер († ок. 1309)
- Улрих II († ок. 1307)
- Филип IV (* ок. 1272; † 1312), женен ок. 1294 г. за Аделхайд фон Ринек
- Изенгард (* ок. 1300; † сл. 1326), омъжена пр. 24 февруари 1318 г. за Лотар фон Изенбург-Бюдинген († 1340/1341)

Филип III се жени втори път сл. 1303 г. за Лукарда фон Изенбург-Бюдинген († пр. 1 октомври 1309), извънбрачна дъщеря на Лудвиг фон Изенбург-Клееберг бургграф на Гелнхаузен († ок. 1304), бургграф на Гелнхаузен († сл. 1290). Те имат децата:
- Елза († ок. 1317)
- Куно II († 1333), женен I. за Анна фон Насау-Хадамар († 1329), II. за Имагина фон Бикенбах († 1367)

Филип се жени трети път сл. 11 октомври 1309 г. за Мехтхилд (Матилда) фон Хесен (* 1267; † сл. 1332), вдовица на граф Готфрид VI фон Циегенхайн († 1304), дъщеря на ландграф Хайнрих I фон Хесен „Детето“ († 1308) и първата му съпруга принцеса Аделхайд фон Брауншвайг-Люнебург († 1274). Те нямат деца.